# Sydney Cann
Sydney Thomas Cann (Babbacombe, 30 ottobre 1911 – New Malden, 1º novembre 1996) è stato un allenatore di calcio e calciatore inglese, di ruolo difensore.

## Carriera

### Club
Ha giocato con Torquay United, Manchester City e Charlton Athletic, dal 1928 al 1939.

### Allenatore
Ha allenato Southampton, Wycombe Wanderers e Sutton United.

## Palmarès

### Allenatore

#### Competizioni nazionali
- Isthmian League: 3

Wycombe Wanderers: 1955–1956, 1956–1957
Sutton United: 1966-1967